# Dendrocygna arcuata

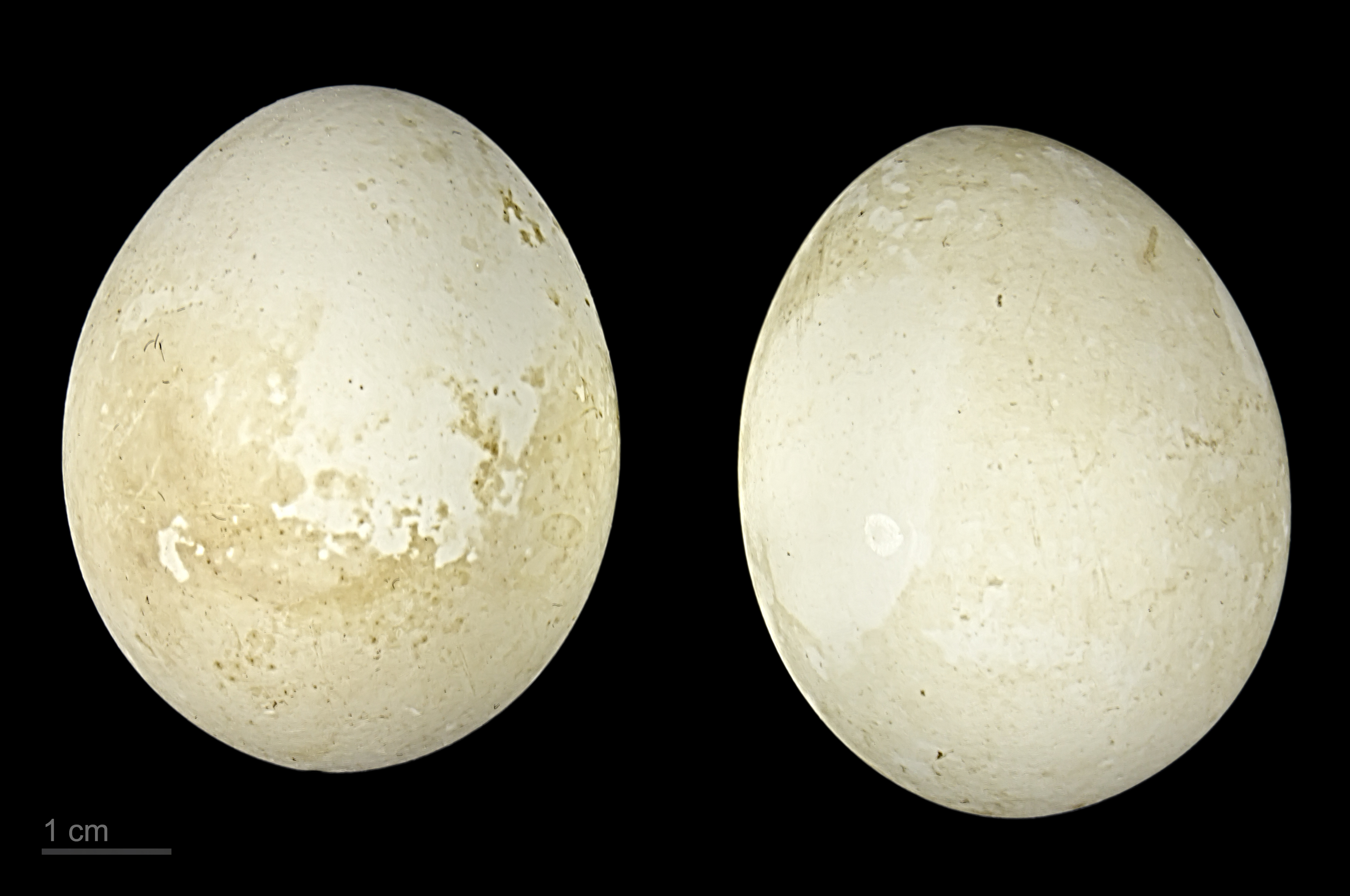
Dendrocygna arcuata - MHNT

La yaguasa errante (Dendrocygna arcuata) o suirirí capirotado, es una especie de ave anseriforme de la familia Anatidae ampliamente distribuida por el Sudeste asiático y Oceanía. Se la encuentra desde Filipinas e Indonesia hasta Australia y las islas Fiyi.

## Subespecies
Se reconocen tres subespecies de Dendrocygna arcuata:
- Dendrocygna arcuata arcuata (Indonesia)
- Dendrocygna arcuata australis (Australia)
- Dendrocygna arcuata pygmaea (Nueva Bretaña)